# Station Grodzisk Mazowiecki Okrężna
Station Grodzisk Mazowiecki Okrężna is een spoorwegstation in de Poolse plaats Grodzisk Mazowiecki.